# お!バカんす家族
『お!バカんす家族』（原題: Vacation）は、2015年のアメリカのロードコメディ映画である。ジョナサン・ゴールドスタインとジョン・フランシス・デイリー（監督デビュー）が脚本・監督を務めた。出演はエド・ヘルムズ、クリスティナ・アップルゲイト、レスリー・マン、ビヴァリー・ダンジェロ、クリス・ヘムズワースら。『ホリデーロード4000キロ』（1983年）から続く「バケーション」シリーズの第6作目であり、『ベガス・バケーション』（1997年）、『National Lampoon's Christmas Vacation 2』（2003年）の独立した続編である。また、『ベガス・バケーション』に続いて「ナショナル・ランプーン」の名を冠していない2作目である。2015年7月29日にニュー・ライン・シネマとワーナー・ブラザースにより公開された。

## ストーリー
大人になったグリズワルド一家のラスティはLCCでパイロットになったうえ、結婚して2人の息子も授かっていたが、家族関係は冷めていた。バケーションで家族の絆を取り戻すため、車でアメリカ大陸横断の家族旅行に出ることにしたラスティは、かつて自分の父クラークの運転で家族と訪れた全米有数のテーマパーク「ワリーワールド」を目指すが、ラスティにとっては以前に両親や妹との道中に散々なトラブルに遭遇したが思い出となった、旅行の再現でもあった。アルバニア製の中古車を借りて家族を連れ出した旅行は、かつて以上のトラブルに見舞われる珍道中となっていく。

## キャスト
※括弧内は日本語吹替
- ラスティ・グリズワルド - エド・ヘルムズ（永井誠）
- デビー・グリズワルド - クリスティナ・アップルゲイト（相田さやか）
- ジェームズ・グリズワルド - スカイラー・ギソンド（畠中祐）
- ケヴィン・グリズワルド - スティール・ステビンズ（平田真菜）
- ストーン・クランドル - クリス・ヘムズワース（三宅健太）
- オードリー・クランドル - レスリー・マン（七緒はるひ）
- クラーク・グリズワルド - チェビー・チェイス（楠見尚己）
- エレン・グリズワルド - ビヴァリー・ダンジェロ（伊沢磨紀）
- チャド - チャーリー・デイ（伊藤健太郎）
- アデナ - キャサリン・ミサール（三木美）
- イーサン - ロン・リビングストン（志村知幸）
- トラック運転手 - ノーマン・リーダス（河合みのる）
- ジャック・ピーターソン - キーガン＝マイケル・キー（伊藤健太郎）
- ナンシー・ピーターソン - レジーナ・ホール（坂井恭子）
- シェイラ・ピーターソン - エミリー・クラッチフィールド
- ゲイリー・ピーターソン - アルコヤ・ブランソン
- ジェイク - コリン・ハンクス（中村和正）
- テリー - ライアン・カートライト
- コロラドの警官 - ニック・クロール（中村和正）
- ユタの警官 - ティム・ハイデッカー（英語版）（志村知幸）
- アリゾナの警官 - ケイトリン・オルソン（吉田麻実）
- ニューメキシコの警官 - マイケル・ペーニャ（河合みのる）
- フェラーリの女 - ハンナ・デービス
- 遊園地職員 - ジョン・フランシス・デイリー（中村和正）
- 少年時代のラスティ (写真) - アンソニー・マイケル・ホール、ジェイソン・ライヴリー、ジョニー・ガレッキ、イーサン・エンブリー

日本語吹替その他：永瀬菜月、浅科准平、織部ゆかり
日本語版制作スタッフ 演出：羽田野千賀子、翻訳：野口尊子、制作：東北新社